# Retigyra
Retigyra là một chi ốc biển, là động vật thân mềm chân bụng sống ở biển trong họ Turbinidae.

## Các loài
Các loài trong chi Retigyra gồm có:
- Retigyra granulosa (Sykes, 1925)[2]
- Retigyra iheringi (Dautzenberg & H. Fischer, 1897)[3]
- Retigyra millipunctata (Friele, 1886)[4]